# Power Rangers Dino Thunder
Power Rangers Dino Thunder (conocida en Latinoamérica como Power Rangers, Dino Trueno, en España conservó el título original) es el título de la 12.ª temporada de la franquicia Power Rangers, producida por BVS Entertainment, Renaissance Atlantic Entertainment, Village Roadshow KP Productions Limited y Touchstone Television en colaboración con Toei Company, y emitida en ABC del 14 de febrero al 20 de noviembre del año 2004, constando de 38 episodios. 
En ella se celebró el capítulo 500 de la franquicia de Power Rangers, para ello se recuperó como personaje regular a Tommy Oliver que no aparecía como protagonista desde la temporada Power Rangers Turbo siete años antes, y en el episodio 500, que fue el número 4 de la temporada, titulado Legacy of Power (Legado de poder) se hizo un repaso a toda la historia de la franquicia desde Mighty Morphin Power Rangers hasta Power Rangers Ninja Storm mediante imágenes de archivo. Como otras temporadas de la franquicia, parte de sus escenas están extraídas de la franquicia Super Sentai Series, en este caso de la serie Bakuryū Sentai Abaranger.
Destaca además el caso inédito de que un episodio prácticamente íntegro del original japonés se emitió dentro de la serie americana, justificándolo en el guion como que los protagonistas estaban viendo una serie que se había hecho en Japón sobre ellos. El episodio en cuestión es el número 19 en la serie americana, y el episodio japonés es el número 10 de Abaranger.

## Argumento
Han pasado varios años desde que Tommy abandonó sus tareas como Power Ranger y Angel Grove. En ese tiempo, estudió paleontología, y en la actualidad es profesor de ciencias en Reefside, California, conocido como el Dr. Oliver. Tres estudiantes del instituto donde da clase quedan a su cargo castigados. Se trata de Conner, un futbolista en el equipo del instituto, Kira, una estudiante de música y aspirante a cantante, e Ethan, un experto en informática. El Dr. Oliver les dice que como trabajo en grupo, busquen cualquier objeto que sea prehistórico y les perdonará el castigo que les queda el resto de la semana. Cuando se encuentran haciendo la búsqueda, caen por accidente en un agujero que conduce hasta un cuartel general secreto de alta tecnología. Allí encuentran las Dinogemas, y al tocarlas se combinan con su ADN, otorgándoles poderes. Cuando el Dr. Oliver descubre que ellos tienen las dinogemas, decide convertirse en su guía para que se conviertan en Power Rangers y se enfrenten contra la amenaza de Mesogog, que está utilizando el poder de los dinosaurios para atacar Reefside como primer paso en la conquista del mundo. Esta serie retoma la línea argumental original además de terminar de conectar las generaciones alternas iniciada en el episodio de Power Rangers Wild Force: "Forever red"

## Elenco y personajes

### Principales
- James Napier como Conner McKnight/Red Dino Ranger.
- Kevin Duhaney como Ethan James/Blue Dino Ranger.
- Emma Lahana como Kira Ford/Yellow Dino Ranger.
- Jason David Frank ✝ como el Dr. Tommy Oliver/Black Dino Ranger.
- Jeffrey Parazzo como Trent Fernandez-Mercer/White Dino Ranger.
- Katrina Devine como Cassidy Cornell.
- Tom Hern como Devin Del Valle.
- Miriama Smith como Elsa/Dra. Randall
- Latham Gaines como Anton Mercer/Mesogog.

### Secundarios
- Ismay Johnston como Hayley.
- Stephen Hall como Edward Cormier.
- James Gaylyn como la voz de Zeltrax.
- Adam Gardiner como la voz del clon del White Ranger malvado.
- Antonia Prebble como Krista.

### Invitados
- Pua Magasiva ✝ como Shane Clarke/Red Wind Ranger.
- Sally Martin como Tori Hanson/Blue Wind Ranger.
- Glenn McMillan como Dustin Brooks/Yellow Wind Ranger.
- Adam Tuominen como Hunter Bradley/Crimson Thunder Ranger.
- Jorgito Vargas, Jr. como Blake Bradley/Navy Thunder Ranger.
- Jason Chan como Cameron "Cam" Watanabe/Green Samurai Ranger.
- Katrina Browne como Kapri.
- Katrina Devine como Marah.
- Grant McFarland como Lothor y el Sensei Kanoi Watanabe.
- Peter Rowley como la voz de Zurgane.

### Rangers
- Conner McKnight/Red Dino Thunder Ranger/Triassic Ranger: Es un jugador de fútbol en el equipo del instituto, donde Su mayor deseo es convertirse en un futbolista profesional y para ello le dedica la mayor parte de su tiempo, de hecho fue este mismo evento lo que causó que fuese llevado a detención por la directora Randall y dejado al bajo la tutela del Dr. Oliver, por el hecho de ir jugar al fútbol en el campo en horas de clases. Es un joven al principio de carácter arrogante y un tanto egocéntrico, que no destaca por tener excesivas luces, por lo que su compañero Ethan le llama al principio "deportista tonto", aunque según va pasando el tiempo va revelando que a pesar de esos defectos es una persona honesta y de buen corazón, que siempre trata de hacer lo correcto. Como Red Dino Ranger, el poder de su Dinogema roja le otorga la habilidad de la súpervelocidad y su Zord es el Tyrannozord, con el poder del tiranosaurio. Cuando se hace con el Escudo del Triunfo, se convierte en el Triassic Ranger, con un poder mucho mayor.
- Ethan James/Blue Dino Thunder Ranger: Es un experto en informática y un hacker de la computación, el cual fue llevado a detención por la directora Randall y dejado bajo la tutela del Dr. Oliver, por el hecho de jugar una broma bastante pesada a los estudiantes del instituto, especialmente a Randall, hackeando el sistema de riego del césped del instituto. Es el experto en tecnología del equipo y siempre está navegando en internet o jugando videojuegos, pero también es muy inteligente y sarcástico, y es capaz de valerse por sí mismo cuando le toca. Como Blue Dino Ranger, el poder de su Dinogema azul le da la habilidad de superfuerza y una piel dura como el acero y su Zord es el Tricerazord, con el poder del Triceratops.
- Kira Ford/Yellow Dino Thunder Ranger: Es una aspirante a cantante y compositora de la escuela de Reefside, fue llevada a detención por la directora Randall por el hecho de cantar y tocar la guitarra en el patio del instituto. Su mayor deseo es probarse a sí misma como persona y por eso esconde su femineidad e inseguridades bajo una fachada de dureza. Se viste de acuerdo a su propio estilo neo-punk. Tiene un gran talento en la música y es en la música donde encuentra el único método para expresar sus verdaderas emociones. Es amable e inteligente, pero no siempre lo demuestra en su trabajo escolar, salvo en redacciones, donde destaca. Como Yellow Dino Ranger, el poder de su Dinogema amarilla le otorga la habilidad de lanzar gritos ultrasónicos de poder y su Zord es el Pterazord, con el poder del pteranodon.
- Dr. Thomas "Tommy" Oliver/Black Dino Thunder Ranger: Hace unos años atrás en su época de adolescente, fue el primer Green Mighty Morphin Ranger, el White Mighty Morphin Ranger, el Red Zeo Ranger V y el primer Red Turbo Ranger. Tras retirarse de sus obligaciones como Ranger, abandonó su ciudad natal Angel Grove y se dedicó a estudiar paleontología y se vio envuelto en una investigación muy peligrosa acerca de las Dinogemas. En la actualidad acaba de llegar al instituto de Reefside como el nuevo profesor de ciencias, donde conoce a Conner, Ethan y Kira, que son sus alumnos. Al principio ejerce simplemente como mentor de los Dino Rangers, pero cuándo es secuestrado. por Mesogog y llevado a su guarida, este consigue de manera fortuita una Dinogema negra que le quita a este villano y vuelve a ejercer su papel como el nuevo Black Dino Ranger a la primera línea de batalla. Ahora como Black Dino Ranger posee el mismo equipamiento que el resto de los Rangers, también con el poder de su Dinogema negra obtiene la habilidad de la invisibilidad, y su zord es el Brachiozord, con el poder del Braquiosaurio.
- Trent Fernández-Mercer/White Dino Thunder Ranger: Fue adoptado de pequeño por el Dr. Anton Mercer, aunque lo considera su padre, conservó su apellido de nacimiento. Trabaja en el Cyberspace de Hayley como un camarero y en su tiempo libre siempre se lo ve dibujando, algo que hace con gran talento, pero que siempre intentó ocultar a su padre, quien no aprobaba sus inclinaciones artísticas. Al cruzar una invisi-puerta accidentalmente, apareció en el laboratorio de Mesogog, donde encontró una Dinogema blanca que estaba destinada a él. Al unirse a dicha gema de forma accidental, esta tomó el control de su voluntad y comenzó a actuar de forma malvada, primero en solitario y tiempo después con Mesogog, atacando a los Rangers, hasta que un día en medio de una conspiración perpetrada por Zeltrax para deshacerse del joven, le pidió a uno de los mutantes que copiara el arma del Ranger Blanco y con la misma causar un alboroto en el laboratorio de Mesogog para así inculparlo, lo que a su vez causó que Mesogog tomara esta acción como un acto de traición y rápidamente lo captura y encadena a una máquina que sirve para retirarle sus poderes Ranger, pero en medio del proceso, Mesogog se transforma en Anton Mercer y este rápidamente detiene la máquina la cual lanza un rayo de energía blanco acumulado y se impacta directamente en la Dinogema, lo que en su defecto provoca que Trent consiga liberarse completamente de la maldad de la Dinogema blanca y recuperar su libre albedrío, aunque también sigue conservando sus poderes de Ranger, por lo que su padre le pide a Trent, quien ahora que tiene su libertad que vaya y se una a los demás Dino Rangers y que pase lo que pase detenga los malvados planes de Mesogog, pero antes de irse Trent le promete a su padre guardar su secreto sobre su trasformación de Mesogog a los demás Rangers hasta averiguar como poder liberarlo de dicha maldición. Al llegar a la guarida de los demás Rangers estos desconfían de Trent en un principio ya que este los ha engañado en el pasado, pero el Dr. Oliver les menciona que este le salvo la vida de Zeltrax y que ahora confia en el y acepta que se una, sin embargo el Dr. Oliver les menciona a los demás Rangers que ellos deberán decidir si lo aceptan y finalmente estos a regañadientes aceptan que Trent se una al grupo, sin embargo y como penitencia amistosa los Rangers obligan a Trent a limpiar a todos los Dino-Zords y finalmente lo perdonan. Como White Dino Ranger, el poder de su Dinogema blanca le otorga la habilidad del camuflaje y su Zords es el Dragozord, un Tupuxuara.

### Aliados
- Hayley: Es la dueña del Cyberspace Cafe, y la consejera técnica de los Rangers, graduada en el Instituto Tecnológico de Massachusetts, donde fue compañera del Dr. Oliver.
- Cassidy Cornell y Devin del Valle: Cassidy Es la periodista de la emisora local del instituto y Devin es el cámara y asistente personal que siempre la acompaña. El objetivo de Cassidy es el de descubrir las verdaderas identidades de los Power Rangers para darlas a conocer al mundo, lo que les lleva a toparse de vez en cuando con los monstruos de Mesogog. Devin le sigue a todas partes porque siente algo por ella, pero no se atreve a confesarlo.
- Anton Mercer: Es el padre adoptivo de Trent, un científico multimillonario que en el pasado trabajó junto al Dr. Oliver en una investigación de las Dinogemas. Desapareció misteriosamente y después alguien atacó el laboratorio y aparentemente destruyó toda la investigación.
- Edward Cormier: Es el jefe de Reefside News, impaciente y de muy mal genio, y es el supervisor de Cassidy y Devin.

### Arsenal
- Dinogemas: Son fragmentos de un meteorito que se fusionaron con el ADN de los dinosaurios. Son la fuente de poder de los Dino Rangers, y además otorgan a cada uno un superpoder individual que pueden usar sin transformarse.
- Dino Morphers/Brachio Morpher/Drago Morpher: Son los dispositivos de transformación de los Rangers, respectivamente de los tres primeros rangers, del Black Dino Ranger y del White Dino Ranger, que utilizan las Dinogemas como fuente de poder. Funcionan con el comando Dino Thunder! Power Up! Ha!,[Notas 1] salvo el del White Ranger, que utiliza el comando White Ranger! Dino Power! También sirven para invocar los Dino Zords.[Notas 2]
- Thundermax Saber: Es el arma básica de los Rangers. Pueden usarse como espadas para ataque cuerpo a cuerpo, o transformarse al Laser Mode en el que se convierten en pistolas.

- Z-Rex Saber: Es un cañón cuyo modo básico es fruto de la unión de las armas personales de los tres primeros Rangers. Tiene un modo Super en el que se combinan las armas de los cinco Rangers.
  - Tyrano Staff: Es el arma personal del Red Dino Ranger, un bastón.
  - Tricera Shield: Es el arma personal del Blue Dino Ranger, un escudo.
  - Ptera Grips: Es el arma personal de la Yellow Dino Ranger, unas dagas.
  - Brachio Staff: Es el arma personal del Black Dino Ranger, un bastón con tres modos de ataque: viento, tierra y fuego, que también puede lanzar bolas de energía.
  - Drago Sword: Es el arma personal del White Dino Ranger, una espada que también lanza flechas explosivas.

- Super Dino Mode: Es un modo especial de poder que surge al invocar directamente a las Dinogemas. En este modo surgen púas de los trajes y los visores de los cascos rugen, aumentando el poder de ataque de los Rangers.

- Escudo del Triunfo: Es un arma con la que el Red Dino Ranger se transforma en el Triassic Ranger. Sirve como escudo y como espada letal, y también sirve para invocar el Triassic Morpher a partir del Red Dino Morpher.

- Battlizer: Es una armadura pesada propiedad del Red Dino Ranger que se invoca a partir del Triassic Morpher, con una gran colección de ataques de todo tipo.

### Vehículos
- Raptor Riders: Son unos pequeños dinosaurios robóticos sobre los que los Dino Rangers pueden montar para desplazarse por tierra a gran velocidad y sobre cualquier tipo de terreno.
- Raptor Cycles: Son unas motocicletas que usan los Dino Rangers para desplazarse a velocidad relámpago, equipadas con armas de fuego.
- Dino ATV: Son unos karts que Mesogog entregó al White Dino Ranger cuando estaba a sus órdenes, pero que después se añadieron al arsenal de los Rangers. Tienen un blindaje pesado.
- Hovercraft Cycle: Es una motocicleta especial propiedad del Blue Dino Ranger, que tiene un modo en el que puede volar, y que es el vehículo más rápido que Hayley ha fabricado jamás.
- Centro de Comando Triceramax: Es un camión con remolque equipado con armas láser, diseñada para atacar la fortaleza de Mesogog.

### Zords
Hay un total de once Zords, basados en dinosaurios, y divididos en cinco Zords principales, cinco secundarios, y el Mezodon propiedad del Triassic Ranger. Cada Ranger tiene un Zord principal. Tal Zord está basado en el dinosaurio del cual la Dinogema correspondiente extrae sus poderes. Los tres primeros Zords principales forman la combinación básica del Thundersaurus Megazord. Los Zords auxiliares son distintos Zords secundarios que pueden utilizar los Rangers individualmente o para formar distintas combinaciones de Megazords con variados poderes. En esas combinaciones, el Zord auxiliar se convierte en un brazo para el Megazord con un arma especial. Los Zords forman distintas combinaciones de Megazord según los Zords principales y secundarios que participen en la combinación.
- Thundersaurus Megazord: Es la combinación básica de Tyrannozord, Tricerazord y Pterazord. Los dos primeros pueden formar una versión incompleta del Megazord, pero es mucho menos poderosa que el Megazord completo. Se combina con los demás Zords auxiliares y con cada una obtiene distintos poderes de ataque.
  - Tyrannozord: Es el Zord principal del Red Dino Ranger, un tiranosaurio.
  - Tricerazord: Es el Zord principal del Blue Dino Ranger, un triceratops.
  - Pterazord: Es el Zord principal de la Yellow Dino Ranger, un pteranodon.

- Brachiozord: Es el Zord principal del Black Dino Ranger, un braquiosaurio.
- Dragozord:[Notas 3] Es el Zord principal del White Dino Ranger, un tupuxuara.

- Cephalazord: Es uno de los Zords secundarios, un pachycephalosaurus.
- Dimetrozord: Es otro de los Zords secundarios, un dimetrodon.
- Parasaurzord: Es el tercer Zord secundario, un parasaurolophus.
- Ankylozord: Es el cuarto Zord secundario, un anquilosaurio.
- Stegazord: Es el quinto Zord secundario, un estegosaurio.

- Dino Stegazord: Es la combinación del Dragozord con el Stegazord para formar un Megazord. También puede combinarse con otros Zords auxiliares para obtener distintos poderes.
- Mezodon Megazord: Es una transformación en robot del Mezodon Rover, que a su vez es una unión del Mezodon con el Triassic Megarover, un carro del que suele tirar el Mezodon.
- Triceramax Megazord: Es la unión de los Zords auxiliares salvo el Stegazord con el Mezodon.
- Valkasaurus Megazord: Es la unión del Dino Stegazord, el Thundersaurus Megazord y partes del Mezodon Megazord para formar una sola máquina de batalla definitiva.

### Villanos
- Mesogog: Es una criatura mitad humana mitad dinosaurio, cuyo objetivo es devolver la Tierra a la época de los dinosaurios y convertir a la humanidad entera en criaturas como él.
- Elsa/Randall: Es la principal secuaz de Mesogog. Normalmente finge ser la directora Randall, del instituto de Reefside, aprovechando esta tapadera para espiar de cerca a los Rangers, quienes no conocen la verdadera identidad de la directora, aunque alguna vez llegan a decir que el rostro de Elsa les resulta familiar.
- Zeltrax: Es un cyborg y el mejor guerrero de Mesogog. Suele entrar en batalla directa con los Rangers, y por algún motivo mantiene un feroz odio hacia el Dr. Oliver, buscando siempre que puede su destrucción, más tarde se descubre que su verdadera identidad es Terence Smith, un antiguo colega del Dr. Oliver, quien a raíz de un experimento que salió mal quedó prácticamente malherido y al borde de la muerte, hasta que Mesogog lo encontró y lo recontruyo ciberneticamente.
- Tyrannodrones: Son los soldados de campo de Mesogog, unas criaturas similares a dinosaurios humanoides. Fueron creados originalmente por el Dr. Oliver, pero al parecer Mesogog los robó y reprogramó para el mal cuando destruyó su laboratorio. Son de color gris y blanco con armaduras con pinchos, y pueden hablar entre ellos, aunque en un idioma incomprensible.
- Triptoides: Son unos seres humanoides de blanco y negro que aparecieron del juego de Ethan, cuando este y Kira quedaron atrapados dentro de él, luego cuando son liberados del juego por Conner estos también los acompañan al mundo real en donde Zeltrax los captura y los lleva con Mesogog para que su unan a su ejército.
- El Malvado Ranger Blanco: Este es un ser creado por Zeltrax usando una máquina copiadora que usaba uno de sus mutantes ya destruidos, creando una versión malvada del Ranger Blanco, pero sin rastros del verdadero Trent en él, siendo solo una copia sin alma propia y 100% maldad pura.

## Episodios
| Temporada | Temporada | Episodios | Episodios | Emisión original    | Emisión original        |
| Temporada | Temporada | Episodios | Episodios | Primera emisión     | Última emisión          |
| --------- | --------- | --------- | --------- | ------------------- | ----------------------- |
|           | 12        | 38        | 38        | 14 de junio de 2003 | 20 de diciembre de 2003 |

## Doblaje de Hispanoamérica
- Leto Dugatkin como Conner Mcknight
- Hernán Bravo como Ethan James
- Jackie Castañeda como Kira Ford
- Gustavo Dardés como Dr. Tommy Oliver
- Javier Naldjián como Trent Fernández

## Videojuego
En septiembre de 2004 se lanzó el videojuego de acción y aventuras de Power Rangers Dino Thunder basado en la serie de televisión del mismo nombre. El juego fue desarrollado por Natsume , Pacific Coast Power & Light y publicado por THQ para Game Boy Advance , GameCube y PlayStation 2. Una versión para Xbox ya estaba siendo planeada pero se canceló por valoraciones negativas.